# Hrvatski pisci iz BiH, O
- Odić, Slavko (Bihać, 1916. – Zagreb, ?). Pisac, revolucionar, Pukovnik Pokreta odpora bihaćkih Hrvata.
- Orešković, Josip (Sarajevo, 16. kolovoza 1901. – Zagreb, 31. prosinca 1962.). Pripovjedač.
- Oroz, Zoran, (Gojevići, Fojnica) (13. siječnja 1953.). Književnik
- Oršolić, Marko (Tolisa, 8. studenog 1965.). Pjesnik.
- Oršolić, Makarić, Tunjo (Tolisa, Orašje, 20. ožujka 1954.). Pjesnik.
- Ostojić, Ivan Kažimir (Povlji na Braču, 1863. – Split, 1945.). Pjesnik i prevoditelj.
- Ostojić, Mato (Povlji na Braču, 10. srpnja 1862. – 10. travnja 1929.). Pjesnik i sakupljač narodnoga blaga.
- Ostojić, Nikola (Povlji na Braču, 1869. – 1945.). Pjesnik.
- Ostojić, Snježana (Mostar, 7. veljače 1957. – 28. listopada 1995.). Pjesnikinja.
- Ostojić, Zdravko (Čapljina, 17. kolovoza 1933.). Pripovjedač, romanopisac, dramski pisac i pjesnik za djecu.